# Hong Chul Yeo
Hong Chul Yeo (Gwangju, Corea del Sur, 28 de mayo de 1971) es un gimnasta artístico surcoreano, especialista en la prueba de salto de potro, con la que ha logrado ser subcampeón olímpico en 1996 y también subcampeón del mundo el mismo año 1996.

## Carrera deportiva
En el Mundial que tuvo lugar en Brisbane (Australia) en 1994 gana el bronce en salto de potro, tras el bielorruso Vitaly Scherbo y el chino Li Xiaopeng.
En el Mundial celebrado en San Juan (Puerto Rico) en 1996 gana la plata en la misma prueba —tras el ruso Alexei Nemov y empatado con el italiano Andrea Massucchi—; poco después en las Olimpiadas de Atlanta vuelve a ganar la plata en el mismo ejercicio, en esta ocasión de nuevo tras el ruso Alexei Nemov, y por delante el bielorruso Vitaly Scherbo.

## Apariciones

### Programas de televisión
| Año  | Título           | Notas                      |
| ---- | ---------------- | -------------------------- |
| 2016 | 2 Days & 1 Night | (Ep. 455 - 457) - invitado |